# John Byrne (cầu thủ bóng đá, sinh năm 1949)
John Joseph Anthony Byrne (sinh ngày 24 tháng 3 năm 1949) là một cầu thủ bóng đá người Anh, thi đấu ở vị trí tiền vệ chạy cánh ở Football League cho Tranmere Rovers.